# Ayegui
Ayegui (kooffiziell Aiegi auf Baskisch) ist eine spanische Gemeinde in Navarra, zwei Kilometer von der Stadt Estella-Lizarra und rund 45,5 km von der Hauptstadt Pamplona entfernt. Der Ort liegt am nordöstlichen Fuß des 1.048 Meter hohen Berges Montejurra, von dem man einen prächtigen Rundblick über die Gegend hat. Die Autovía A-12 von Pamplona nach Logroño führt direkt am Ort vorbei. Die Bevölkerung belief sich im Jahr 2012 auf 2.100 Einwohner.
Die erste urkundliche Erwähnung stammt aus dem 11. Jahrhundert. Aus dem Mittelalter stammt das Kloster Santa María la Real de Irache (spanisch Monasterio de Santa María la Real de Irache), 400 Meter südwestlich vom Ortszentrum. Es ist ein ehemaliges Benediktiner-Kloster und liegt am Camino Francés des Jakobsweges, im Mittelalter eine wichtige Pilgerherberge. Das ehemalige Kloster ist mittlerweile als Baudenkmal eingestuft worden. Zurzeit wird in einem Teil der früheren Klostergebäude das navarrische Volkskunde-Museum Museo Etnológico de Navarra „Julio Caro Baroja“ eingerichtet. Darüber hinaus sollen andere Teilbereiche zu einem Parador-Hotel umgewandelt werden.
Das Weingut Bodegas Irache mit 150 Hektar Anbaufläche ist ein wichtiger Arbeitgeber am Ort und wurde im Jahr 1891 gegründet. Heute gehört das Untergebiet namens "Tierra Estella" zu den wohl besten Gebieten der Herkunftsbezeichnung Navarra für die Herstellung von Qualitätsweinen mit großem Ausbaupotential. Die Region mit ihren Weinlagen versorgte schon im 12. Jahrhundert das Königshaus von Navarra mit Wein. Bekannteste Rebsorten des Gebietes sind Tempranillo, Garnacha, Cabernet Sauvignon, Merlot, Graciano und Weißweine mit den Rebsorten Viura, Chardonnay und Malvasia. Die Geschichte der Weinkellerei verläuft parallel zum gleichnamigen Kloster, in dem einst das erste Pilgerhospital des Jakobswegs eingerichtet wurde.

## Persönlichkeiten
- Javier Martínez Aginaga (* 1988), Fußballspieler